# Spirostreptus pyrocephalus
Spirostreptus pyrocephalus är en mångfotingart som beskrevs av Ludwig Carl Christian Koch 1865. Spirostreptus pyrocephalus ingår i släktet Spirostreptus och familjen Spirostreptidae. Inga underarter finns listade i Catalogue of Life.